# Đảo Bình Nguyên
Bình Nguyên (tiếng Anh: Flat Island; tiếng Filipino: Patag; tiếng Trung: 费信岛; bính âm: Fèixìn dǎo, Hán-Việt: Phí Tín đảo) là một đảo cát nhỏ thuộc cụm Bình Nguyên của quần đảo Trường Sa. Đảo này nằm cách đảo Vĩnh Viễn khoảng 9 km về phía bắc-đông bắc.
Đảo Bình Nguyên là đối tượng tranh chấp giữa Việt Nam, Đài Loan, Philippines và Trung Quốc. Hiện Philippines đang kiểm soát đảo này.

## Đặc điểm
Đảo Bình Nguyên là một cồn cát dài nhưng rất hẹp; chiều dài của cồn cát này thay đổi trong khoảng từ 90 đến 210 m do chịu tác động của hiện tượng xói mòn.

## Hình ảnh

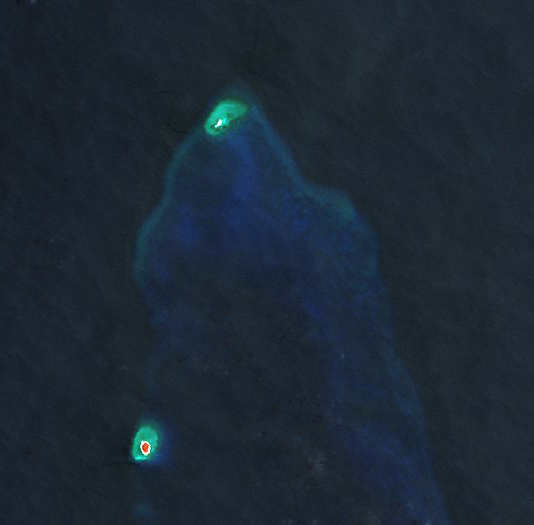
Ảnh vệ tinh chụp đảo Vĩnh Viễn (dưới) và đảo Bình Nguyên (trên) (NASA). Hai đảo này cùng thuộc một rạn san hô vòng lớn hơn là rạn Bình Nguyên.